# Distretto di Marrupa
Il distretto di Marrupa è un distretto del Mozambico, facente parte della Provincia di Niassa.